# Escarlata Bernard
Victoria Escarlata Bernard Bernard (Las Palmas de Gran Canaria, 17 de marzo de 1989) es una deportista española que compite en natación. Su especialidad es el estilo de espalda.
Participó en los Juegos Olímpicos de Pekín 2008 en la categoría de 200 m espalda.